# シェーン・オニール
シェーン・オニール（Shane O'Neill、1993年9月2日 - ）は、アイルランドとアメリカ合衆国のプロサッカー選手。トロントFC所属。ポジションはDF。

## クラブ経歴
2009年、コロラド・ラピッズのアカデミーに入団。2012年6月19日にホームグロウン契約を結んだ。
2015年8月7日、キプロスのアポロン・リマソールに移籍。
同月31日、ベルギーのロイヤル・エクセル・ムスクロンにレンタル移籍。しかし出場機会は無く、12月23日付でレンタルを打ち切りアポロン・リマソールに復帰した。
その後もアポロン・リマソールでの出番はなく、イングランドやオランダの下位クラブへのレンタル移籍を繰り返した。
2017年8月、SBVエクセルシオールにシーズンいっぱいの契約で加入。
2018年6月、オーランド・シティSCに移籍し母国復帰を果たした。
2020年1月、シアトル・サウンダーズFCに移籍。
2021年12月22日、トロントFCに3年契約で移籍した。

## 代表歴
オニールはその出自から、アメリカ合衆国とアイルランド共和国の代表いずれかを選択する資格があった。2012年10月9日、スペインで開催されるU-20代表のカップ戦でU-20アメリカ代表に招集された。１日後、2-1で敗れたカナダ代表戦に出場したが、目を負傷してしまい残りの試合は出場しなかった。2013 FIFA U-20ワールドカップでもアメリカ代表として参加した。
なおアメリカのフル代表ではまだ出場歴がないため、アイルランド代表でのプレーにも意欲を示している。2014年1月にアメリカのフル代表のキャンプに参加したが、韓国代表との親善試合にはメンバー登録されなかった。2015年2月にパナマ代表との親善試合で再びアメリカのフル代表に招集された。